# Abilene (Syrië)

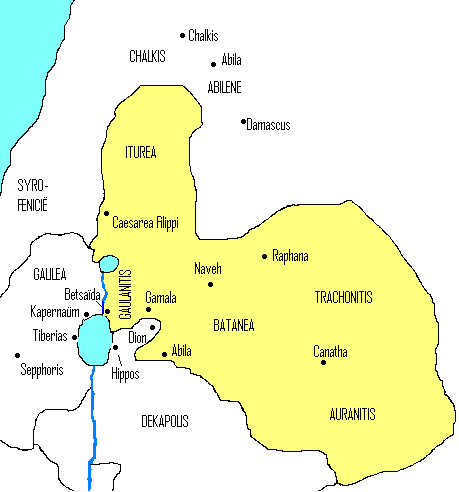
In het geel het rijk van de tetrarch Filippus

Abilene was een streek gelegen in Coele-Syrië in handen van de Romeinen, het was een deel van het Koninkrijk Chalkis, ten noorden van het rijk van de tetrarch Filippus met als hoofdstad Abila Lysaniou en werd geregeerd door een gouverneur.

## Geschiedenis
In 23 v.Chr. gaf keizer Augustus de regio Chalkis-Abilene aan Herodes de Grote. Na diens dood in 4 v.Chr. werd zijn rijk opgesplitst in vier, de Herodiaanse tetrarchie, daar hoorden Chalkis-Abilene niet bij. Een zekere Lysanias werd aangesteld als gouverneur (Lucas 3:1).
Caligula, die bevriend was met Herodes Agrippa I schonk hem in 37 na Chr. de streek en keizer Claudius I gaf hem in 41 het ganse rijk van zijn grootvader Herodes de Grote terug. Op zijn beurt gaf Agrippa het Koninkrijk Chalkis, inclusief Abilene aan zijn broer Herodes van Chalkis.
Na de dood van Aristobulus van Chalkis in 92 werd de regio een onderdeel van de provincia Syria.